# Raymond Vlecken
mr. Raymond Jozef Hubertus Vlecken CBM (Heerlen, 29 augustus 1966) is een Nederlandse jurist, bestuurder en CDA-politicus. Sinds 25 mei 2021 is hij burgemeester van Weert. 

## Opleiding
Vlecken ging tot 1985 naar het atheneum-A op het Bernardinuscollege in Heerlen. Van 1985 tot 1989 studeerde hij Nederlands recht aan de Universiteit Maastricht en in 1989 aan de Universiteit Trier bij het Institut für Umwelt- und Technikrecht. Van 1991 tot 1992 volgde hij de beroepsopleiding advocatuur privaat- en strafrecht bij de Nederlandse Orde van Advocaten. In 2000 volgde hij de opleiding tot huurrechtadvocaat bij OSR Juridische Opleidingen en in 2008 de opleiding tot jeugdrechtadvocaat aan de Universiteit van Amsterdam. Sinds 2018 is hij Certified Board Member en staat hij ingeschreven in het Register Certified Board Member.

## Loopbaan
Vlecken begon zijn loopbaan in 1990 als advocaat-stagiair bij het advocatenkantoor Vondenhoff Advocaten in Heerlen. Van 1993 tot 1998 was hij advocaat bij het advocatenkantoor Feijen in Echt-Susteren en vervolgens werd hij in 1998 partner in het advocatenkantoor Hundscheid, Vlecken & Sterk Advocaten in Heerlen. Hij was tot 2005 bestuurslid en van 2004 tot 2005 voorzitter van de Katholieke Schoolvereniging (KSV) Limburg in Heerlen en van 2005 tot 1 januari 2011 voorzitter van de Raad van Toezicht van Stichting INNOVO (katholieke stichting voor primair onderwijs in Zuid- en Midden-Limburg). Tot 1 oktober 2010 was hij secretaris van MKB Parkstad Limburg.
Vlecken was van 2006 tot 2019 vrijwilliger bij de KNVB en in die hoedanigheid lid van de Commissie van Beroep van de Regio Zuid II (2006-2013), voorzitter van de Tuchtcommissie van de Regio Zuid II (2013-2017) en na de fusie in 2017 van de hele Regio Zuid. Ook was hij lid van de landelijke landelijke Overleg Tuchtcommissie Amateurvoetbal. Naast de behandeling van beroeps- en tuchtzaken had hij - op verzoek van de bond - een belangrijk aandeel in het vernieuwen en modernisering van de tuchtrechtspraak bij de voetbalbond. Ook was hij verantwoordelijk voor de interne organisatie en leverde hij een bijdrage aan de fusie van de ondersteunende afdelingen tot de organisatorisch eenheid KNVB, eenheid Brabant-Limburg.
Vlecken was verder van 2008 tot 2021 voorzitter van de Samewirkende Limburgse Vastelaovesvereniginge (SLV). Van 2008 tot 2014 was hij bestuurslid en sinds 2015 is hij vicevoorzitter van de Närrische Europäische Gemeinschaft. Hij is afgevaardigde van de Samewirkende Limburgse Vastelaovesvereniginge en vertegenwoordigt Nederland in deze confederatie van nationale carnavalsbonden en -koepels.

## Burgemeester
Vlecken was vanaf 1 oktober 2010 burgemeester van Landgraaf als opvolger van Bert Janssen die met pensioen was gegaan. Op 10 maart 2021 werd hij voorgedragen als nieuwe burgemeester van Weert. Op 16 april 2021 heeft de ministerraad op voorstel van de minister van Binnenlandse Zaken en Koninkrijksrelaties besloten hem voor te dragen voor benoeming middels koninklijk besluit met ingang van 25 mei 2021. Op die dag vond tijdens een bijzondere raadsvergadering ook de beëdiging en installatie plaats in aanwezigheid van de commissaris van de Koning in Limburg Johan Remkes.

## Onderscheidingen
- KNVB zilveren waarderingsspeld (4 juli 2019).[11][12]
- Ridder in de Orde van Oranje-Nassau (26 april 2021).[5]

## Persoonlijk
Vlecken is getrouwd en heeft een zoon en dochter.